# Reprezentacja Japonii w futsalu mężczyzn
Reprezentacja Japonii w futsalu – zespół futsalowy, biorący udział w imieniu Japonii w meczach i sportowych imprezach międzynarodowych, powoływany przez selekcjonera, w którym mogą występować wyłącznie zawodnicy posiadający obywatelstwo japońskie. Za jego funkcjonowanie odpowiedzialny jest Nihon Sakkā Kyōkai. 

## Udział w mistrzostwach świata
- 1989 - 1. runda
- 1992 – Nie zakwalifikowała się
- 1996 – Nie zakwalifikowała się
- 2000 – Nie zakwalifikowała się
- 2004 – 1. runda
- 2008 – 1. runda
- 2012 – 1/16 finału
- 2016 – Nie zakwalifikowała się
- 2021 – 1/8 finału

## Udział w mistrzostwach Azji
- 1999 – 4. miejsce
- 2000 – 4. miejsce
- 2001 – 4. miejsce
- 2002 – 2. miejsce
- 2003 – 2. miejsce
- 2004 – 2. miejsce
- 2005 – 2. miejsce
- 2006 – Mistrzostwo
- 2007 – 2. miejsce
- 2008 – 3. miejsce
- 2010 – 3. miejsce
- 2012 – Mistrzostwo
- 2014 – Mistrzostwo
- 2016 – Ćwierćfinał
- 2018 – 2. miejsce